# Oremus pro invicem

Oremus pro invicem (latin pour Prions l’un pour l’autre) est une locution latine et ancienne salutation (écrite) entre chrétiens, plus particulièrement entre membres du clergé. La forme complète de l’échange de salutations est : «commendo me; oremus pro invicem», c’est-à-dire. «Je me recommande [à vos prières]; prions l’un pour l’autre». Parfois abréviée en ‘OPI’ la salutation latine est quelque peu tombée en désuétude. 
La salutation était une expression utilisée par des chrétiens pour conclure leur correspondance, particulièrement lorsqu’écrivant à des évêques ou autres autorités ecclésiastiques. Martin Luther l’utilise fréquemment, ainsi dans sa  lettre du 10 novembre 1539 adressée à son ami réformateur Eberhard Brisger (1490-1545). Dans sa correspondance avec d’autres ecclésiastiques réformés également. On la trouve également sur des images-souvenirs d’ordination sacerdotale.
Durant la seconde moitié du XXe siècle cette salutation tombe progressivement en désuétude sauf, peut-être, dans la correspondance officielle entre ecclésiastiques. Le pape François semble vouloir la remettre à l’honneur (tout en évitant le latin) en appelant fréquemment ses auditeurs à prier pour lui. Ce fut d’ailleurs le contenu de son premier message public, depuis la loggia de la basilique Saint-Pierre, le jour de son élection, et depuis lors dans de nombreux discours.